# سياسة محطة الفضاء الدولية

دول مساهمة بصورة أساسية
دول مشاركة سابقا

تأثرت سياسات محطة الفضاء الدولية بأندادها من القوى العظمى والمعاهدات الدولية والترتيبات التمويلية. كان اندلاع الحرب الباردة أحد العوامل المبكرة التي تجاوزتها الولايات المتحدة خلال الأعوام الأخيرة بعدم الوثوق بالصين. تمتلك المحطة طاقمًا دوليًا يخضع والمعدات الموجودة في المحطة إلى حكم معاهدات قائمة بين الدول المشاركة.

## تاريخيًا

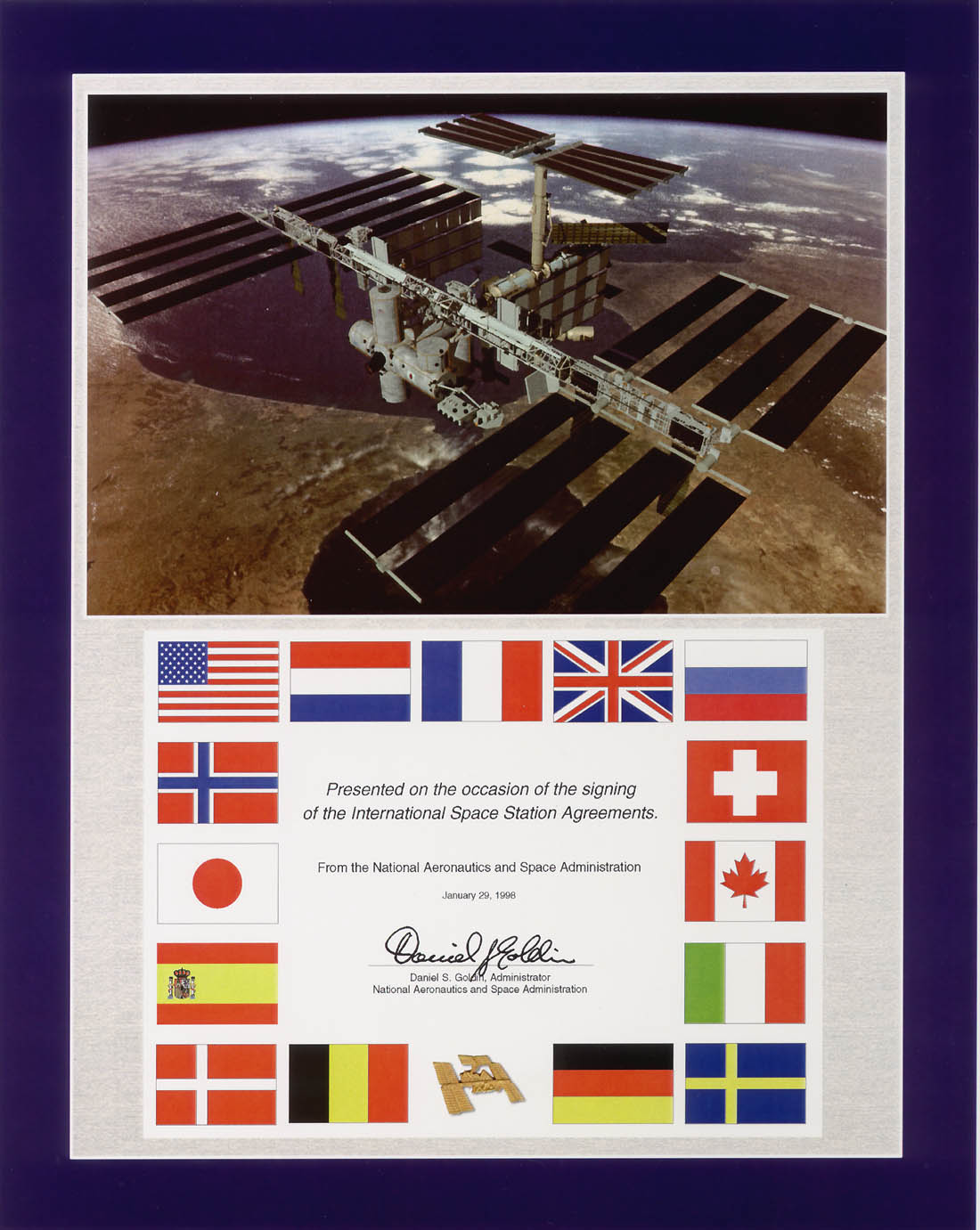
بتاريخ 29 يناير 1998

في عام 1978، تُوّج التعاون بين الولايات المتحدة والاتحاد السوفيتي في الفضاء بمشروع أبولو-سايوز التجريبي. حدث هذا المشروع خلال فترة انفراج دولي بين القوتين العظميين، وأفضى في يوليو 1975 إلى هبوط مركبة سايوز 19 مع مركبة أبولو الفضائية.
من عام 1978 إلى 1987، ضم برنامج انتركوسموس التابع للاتحاد السوفيتي دول حلف وارسو الحليفة، وبعض الدول التي لم تكن حليفة للاتحاد السوفيتي، مثل الهند وسوريا وفرنسا، في بعثات مأهولة وغير مأهولة إلى المحطتين الفضائيتين ساليوت 6 و7. في عام 1986، وسع الاتحاد السوفيتي نطاق تعاونه ليشمل 12 دولة في إطار مشروع مير. من عام 1994 إلى 1998، اضطلعت شركة ناسا للمكوكات الفضائية وطاقمها بزيارات إلى محطة مير في إطار برنامج شاتل مير.
في عام 1998، بدأ تشكيل المحطة الفضائية. في 28 يناير 1998، جرى التوقيع على الاتفاقية الحكومية الدولية لمحطة الفضاء. نظمت الاتفاقية ملكية الوحدات، وكيفية استخدام الدول المشاركة للمحطات، ومسؤوليات إعادة إمداد المحطات. ضمت قائمة الدول الموقّعة على الاتفاقية الولايات المتحدة الأمريكية وروسيا واليابان وكندا وإحدى عشرة دولة عضوًا في وكالة الفضاء الأوروبية (بلجيكا والدنمارك وفرنسا وألمانيا وإيطاليا وهولندا والنرويج وإسبانيا والسويد وسويسرا والمملكة المتحدة). ساهمت جميع الدول الموقعة في مشروع المحطة الفضائية باستثناء المملكة المتحدة. جرى التوصل إلى مستوى ثاني من الاتفاقات، والذي تمثّل بمذكرة تفاهم بين ناسا ووكالة الفضاء الأوروبية، ووكالة الفضاء الكندية، ووكالة الفضاء الإقليمية، ووكالة الفضاء اليابانية. فُصّلت هذه الاتفاقات مجددًا، لتشمل الالتزامات التعاقدية بين الدول، وحقوق الشركاء في التجارة والتزاماتهم. جرى التفاوض كذلك بشأن استخدام الجزء المداري الروسي على هذا الصعيد.
في عام 2010، أعلنت وكالة الفضاء الأوروبية عن السماح للدول الأوروبية التي لم تكن جزءًا من البرنامج بالانضمام إلى المحطة في فترة تجريبية مدتها ثلاث سنوات.
في مارس 2012، أقام رؤساء وكالات الفضاء في كندا واليابان وروسيا والولايات المتحدة والدول الأوروبية المعنية اجتماعًا في مدينة كيبيك، وتمخض عنه تجديد التعهد بالإبقاء على المحطة الفضائية حتى عام 2020 على الأقل. صرّحت وكالة ناسا عن التزامها المستمر بمبادئ البعثة ولكن كذلك باستخدام المحطة بطرق جديدة لم يُفصَح عنها. أعرب رئيس وكالة الفضاء الكندية ستيف ماكلين عن اعتقاده بأن محطة كندرام التابعة للمحطة ستستمر في العمل على نحو سليم حتى عام 2028، مشيرًا إلى احتمال توسيع كندا نطاق مشاركتها إلى ما بعد عام 2020.
في 24 فبراير 2022، صرّحت ناسا عن مواصلة رواد الفضاء الأمريكيين والروسيين على متن محطة الفضاء الدولية عملياتهم الاعتيادية على الرغم من الغزو الروسي لأوكرانيا عام 2022.

## الدول

### البرازيل
انضمت البرازيل إلى محطة الفضاء الدولية شريكة للولايات المتحدة، وانطوى ذلك على توقيع عقد مع وكالة ناسا لتوريد المعدات إلى المحطة الفضائية. في المقابل، ستتيح ناسا للبرازيل إمكانية الوصول إلى مرافق محطة الفضاء الدولية التابعة لناسا في المدار، وكذلك منح أحد رواد الفضاء البرازيليين فرصة الذهاب في رحلة في إطار برنامج المحطة. مع ذلك، لم تتمكن شركة إمبراير المتعاقدة من توفير منصة إكسبريس الموعودة بسبب مسائل متعلقة بالتكاليف، وانسحبت البرازيل من البرنامج في عام 2007. بغض النظر عن ذلك، أُرسل أول رائد فضاء برازيلي، ماركوس بونتيس، إلى محطة الفضاء الدولية في أبريل 2006 لإقامة قصيرة أثناء البعثة 13 حيث التحق بالمهمة المئوية. ماركوس هو أول برازيلي سافر إلى الفضاء وعاد إلى الأرض بأمان. تدرب بونتيس على متن مكوك الفضاء وسايوز، إلا أنه ذهب في نهاية المطاف مع الروس، وعمل في مركز جونسون الفضائي الأمريكي بعد عودته إلى الأرض.

### الصين
لم تنضم الصين إلى عضوية محطة الفضاء الدولية، ولم تطأ قدم أي مواطن صيني أرض المحطة. تمتلك الصين مشروعًا لرحلات الفضاء البشرية وهو برنامج فضاء صيني مأهول، وأقامت تعاونًا وتبادلًا مع دول أخرى مثل روسيا وألمانيا في خضم مشاريع الفضاء البشري والروبوتي. في 1 سبتمبر 2011، دشنت الصين محطتها الفضائية التجريبية الأولى، تيانقونغ 1، وشرعت رسميًا بمشروع المحطة الفضائية الصينية المأهولة دائمًا منذ عام 2021.
في عام 2007، صرح نائب وزير العلوم والتكنولوجيا الصيني لي شيونغ عن رغبة الصين بالمشاركة في محطة الفضاء الدولية. في عام 2010، أعرب المدير العام لوكالة الفضاء الأوروبية جان جاك دوردين عن استعداد وكالته لاقتراح دعوة الصين إلى الانضمام إلى الشراكة بجانب أربعة شركاء آخرين، على أن يكون ذلك قرارًا بالإجماع من جانب جميع الشركاء الحاليين. على الرغم من انفتاح وكالة الفضاء الأوروبية بشأن ضم الصين، تعارض الولايات المتحدة ذلك. تعكس مخاوف الولايات المتحدة إزاء نقل التكنولوجيا التي يمكن استخدامها للأغراض العسكرية مخاوف مماثلة بشأن مشاركة روسيا قبل قبول عضويتها. جرى تجاوز المخاوف بشأن المشاركة الروسية وأصبحت ناسا تعتمد فقط على كبسولات الطاقم الروسي عندما تعرضت مكوكاتها للسقوط بعد حادث كولومبيا في عام 2003، وبعد انسحابها مجددًا في 2011.
أعربت الحكومة الصينية عن اقتناعها بضرورة تكثيف التبادل والتعاون الدولي في ميدان هندسة الفضاء الجوي القائم على أساس المنفعة المتبادلة والاستخدام السلمي والتنمية المشتركة. توظف مركبة شنتشو الفضائية الصينية المأهولة نظام التجميع المحيطي للرسو، والذي جرى تطويره بعد صفقة في الفترة 1994-1995 لنقل تكنولوجيا المركبة الفضائية الروسية سايوز. ينطوي الاتفاق على التدريب، وتوفير كبسولات سايوز، وأنظمة دعم الحياة، وأنظمة رسو المركبات، والبدلات الفضائية. علق المراقبون الأمريكيون على إمكانية رسو مركبة شنتشو الفضائية في محطة الفضاء الدولية إذا ما أصبح ذلك ممكنًا سياسيًا، بينما ذكر المهندسون الصينيون أن العمل سيبقى ضروريًا على متن نظام الالتقاء. تبعد محطة شنتشو 7 مسافة 45 كيلومترًا تقريبًا عن محطة الفضاء الدولية.
يتسم التعاون الفضائي بين الصين والولايات المتحدة بالمحدودية، فعلى الرغم من الجهود التي بذلها الجانبان لتحسين العلاقات، إلا أنه في عام 2011، ساهمت التشريعات الأميركية الجديدة في تشييد المزيد الحواجز القانونية أمام التعاون، وتمثل بمنع تعاون ناسا مع الصين أو الشركات المملوكة للصين، ليشمل نفقات الأموال المستخدمة لاستضافة الزوار الصينيين في مرافق ناسا، ما لم تصرّح بها قوانين جديدة، وفي الوقت ذاته، تقيم الصين وأوروبا وروسيا علاقة تعاونية في إطار عدة مشاريع لاستكشاف الفضاء. بين عامي 2007 و2011، اضطلعت وكالات الفضاء في أوروبا وروسيا والصين بالأعمال التحضيرية الأرضية لمشروع مريخ 500، والذي من شأنه أن ينجز الأعمال التمهيدية القائمة على محطة الفضاء الدولية لبعثة بشرية إلى المريخ.
في 28 أبريل 2021، أطلقت الصين الجزء الأول من مجموعة تتألف من 11 محطة فضائية والمعروفة باسم محطة تيانقونغ الفضائية. أُطلقت وحدة تيانهي من موقع وينشانغ للإطلاق الفضائي على متن صاروخ من طراز لونغ مارش 5، والذي لا يضم سوى أماكن حيوية لأفراد الطاقم. تتطلب المحطة الفضائية بعد انتهاء تشييدها 10 عمليات إطلاق إضافية بين عامي 2021 و2022.